# ガンデリ
ガンデリ（Gandeli）は、エリトリア・セメナウィ・ケイバハリ地方南部の村でゲレーロ地区に属する。ブリ半島北部に存在する。北緯15度25分、東経39度53分。標高93m。